# Тарро (Чад)
Тарро (фр. Tarro) — деревня в Чаде, расположенная на территории региона Гера.

## Географическое положение
Деревня находится на юге центральной части Чада, в предгорьях массива Абу-Тельфан, на высоте 764 метров над уровнем моря.
Населённый пункт расположен на расстоянии приблизительно 412 километров к востоку от столицы страны Нджамены.

## Климат
Климат деревни характеризуется как полупустынный жаркий (BSh в классификации климатов Кёппена). Среднегодовая температура воздуха составляет 27,5 °C. Средняя температура самого холодного месяца (января) составляет 24,5 °С, самого жаркого месяца (апреля) — 32 °С. Расчётная многолетняя норма осадков — 682 мм. В течение года количество осадков распределено неравномерно, основная их масса выпадает в период с мая по октябрь. Наибольшее количество осадков выпадает в августе (227 мм).

## Транспорт
Ближайший аэропорт расположен в городе Монго.